# Галичанська сільська рада
Галича́нська сільська́ ра́да — адміністративно-територіальна одиниця та орган місцевого самоврядування в Горохівському районі Волинської області. Адміністративний центр — село Галичани.

## Загальні відомості
Галичанська сільська рада утворена в 1939 році.
- Територія ради: 25,927 км².
- Населення ради: 1146 осіб (станом на 2001 рік). Кількість дворів — 337.
- Територією ради протікає річка Липа.

## Населені пункти
Сільраді підпорядковані населені пункти:
- с. Галичани
- с. Новий Зборишів
- с. Хмельницьке

## Населення
Згідно з переписом УРСР 1989 року чисельність наявного населення сільської ради становила 1206 осіб, з яких 554 чоловіки та 652 жінки.
За переписом населення України 2001 року в сільській раді мешкало 1146 осіб.

### Мова
Розподіл населення за рідною мовою за даними перепису 2001 року:
| Мова       | Відсоток |
| ---------- | -------- |
| українська | 99,56 %  |
| російська  | 0,35 %   |

## Господарська діяльність
В Галичанській сільській раді працює 2 школи: 1 початкових і 1 неповна середня, будинок культури, бібліотека, 1 дитячий садок, 3 медичні заклади, 1 відділення зв'язку, 6 торговельних закладів.
По території сільської ради проходить Т 0302.
Села газифіковані.

## Склад ради
Рада складається з 12 депутатів та голови.
- Голова ради: Харчук Надія Володимирівна
- Секретар ради:

### Керівний склад попередніх скликань
| Прізвище, ім'я, по батькові  | Основні відомості | Дата обрання | Дата звільнення |
| ---------------------------- | --- | ------------ | --------------- |
| Холонівець Світлана Савівна  | Сільський голова, 1972 року народження, член Української Народної Партії                                                       | 26.03.2006   | 31.10.2010      |
| Холонівець Світлана Славівна | Сільський голова, 1972 року народження, освіта вища, позапартійна                                                              | 31.10.2010   | 25.10.2015      |
| Харчук Надія Володимирівна   | Сільський голова, 1981 року народження, освіта вища, безпартійна, від політичної партії Всеукраїнське об'єднання «Батьківщина» | 25.10.2015   |                 |

Примітка: таблиця складена за даними сайту Верховної Ради України та ЦВК

### Депутати VII скликання
За результатами місцевих виборів 2015 року депутатами ради стали:

#### За суб'єктами висування
| Суб'єкт висування      | Кількість обраних депутатів | %     |
| ---------------------- | --------------------------- | ----- |
| Самовисування          | 7                           | 58.33 |
| Аграрна партія України | 5                           | 41.67 |

#### За округами
| № округу | Прізвище, ім'я, по батькові  | Ким висунуто           | Дата нар.  | Освіта              | Партійна приналежність | Відомості                                                         |
| -------- | ---------------------------- | ---------------------- | ---------- | ------------------- | ---------------------- | ----------------------------------------------------------------- |
| 1        | Антонюк Ірина Віталіївна     | Самовисування          | 02.08.1980 | вища                | безпартійна            | Горохівське управління соцзахисту населення, соціальний працівник |
| 2        | Шоцький Микола Степанович    | Аграрна партія України | 21.05.1976 | професійно-технічна | безпартійний           | ФГ «Владіра», керівник                                            |
| 3        | Когут Анатолій Володимирович | Аграрна партія України | 25.03.1966 | професійно-технічна | безпартійний           | Не працює                                                         |
| 4        | Папиш Марія Ярославівна      | Аграрна партія України | 03.11.1974 | вища                | безпартійна            | Не працює                                                         |
| 5        | Клачук Богдан Валентинович   | Самовисування          | 30.04.1969 | професійно-технічна | безпартійний           | ПАТ Волиньобленерго, підрядчик                                    |
| 6        | Хомич Оксана Михайлівна      | Самовисування          | 12.09.1963 | вища                | безпартійна            | Галичанська сільська рада, секретар                               |
| 7        | Якимчук Іванна Володимирівна | Аграрна партія України | 01.01.1979 | вища                | безпартійна            | Галичанська сільська рада, головний бухгалтер                     |
| 8        | Антонюк Лариса Георгіївна    | Самовисування          | 12.05.1965 | професійно-технічна | безпартійна            | Галичан ська ЗОШ І-ІІ ст., кухар                                  |
| 9        | Акімова Валентина Миколаївна | Аграрна партія України | 04.12.1968 | професійно-технічна | безпартійна            | Не працює                                                         |
| 10       | Чучман Оксана Ярославівна    | Самовисування          | 01.03.1980 | професійно-технічна | безпартійна            | Декретна відпустка                                                |
| 11       | Чосік Наталія Іванівна       | Самовисування          | 23.01.1973 | професійно-технічна | безпартійна            | с. Галичани, завідувач бібліотекою                                |
| 12       | Крам Оксана Василівна        | Самовисування          | 09.01.1980 | вища                | безпартійна            | Догляд за інвалідом                                               |